# Miķelis Lībietis
Miķelis Lībietis (* 9. Juli 1992 in Sigulda) ist ein lettischer Tennisspieler.

## Karriere
Miķelis Lībietis spielt hauptsächlich auf der ATP Challenger Tour und der ITF Future Tour. Er feierte bislang einen Einzel- und drei Doppelsiege auf der Future Tour. Auf der Challenger Tour gewann er bis jetzt das Doppelturnier in Knoxville im Jahr 2014 sowie in Columbus im Jahr 2016.
Miķelis Lībietis spielt seit 2011 für die lettische Davis-Cup-Mannschaft.

## Erfolge
| Legende (Anzahl der Siege)  |
| Grand Slam                  |
| ATP World Tour Finals       |
| ATP World Tour Masters 1000 |
| ATP World Tour 500          |
| ATP World Tour 250          |
| ATP Challenger Tour (4)     |

### Doppel

#### Turniersiege
| Nr. | Datum              | Turnier   | Belag         | Partner            | Finalgegner                    | Ergebnis  |
| --- | ------------------ | --------- | ------------- | ------------------ | ------------------------------ | --------- |
| 1.  | 9. November 2014   | Knoxville | Hartplatz (i) | Hunter Reese       | Gastão Elias Sean Thornley     | 6:3, 6:4  |
| 2.  | 25. September 2016 | Columbus  | Hartplatz     | Dennis Novikov     | Philip Bester Peter Polansky   | 7:5, 7:64 |
| 3.  | 15. Juli 2023      | Chicago   | Hartplatz     | Skander Mansouri   | Chung Yun-seong Andrew Harris  | 7:65, 6:3 |
| 4.  | 22. Juli 2023      | Granby    | Hartplatz     | Christian Harrison | Tristan Schoolkate Adam Walton | 6:4, 6:3  |